# 西蒙·哈里斯
西蒙·哈里斯（1986年10月17日—）是一名愛爾蘭政治人物，2025年起擔任愛爾蘭副總理兼外交部长、国防部长和愛爾蘭統一黨領袖。2024年至2025年擔任愛爾兰總理。哈里斯於2016年起擔任愛爾蘭政府部長，最近的職位是在2020年至2024年期間擔任繼續教育、高等教育、研究、創新和科學部長。2011年起，他是威克洛選區的眾議院議員，並於2014年至2016年擔任國務部長。
作為最年少議員，哈里斯最初在後座工作了一段時間後，於2014年晉升為財政部國務部長。2016年5月，愛爾蘭統一黨少數黨政府成立後，哈里斯被任命為內閣衛生部長。2020年6月聯合政府成立後，哈里斯被任命為繼續教育、高等教育、研究、創新和科學部長。在李歐·瓦拉德卡辭職後，他於2024年3月24日被選為愛爾蘭統一黨領袖，並於2024年4月9日接替瓦拉德卡成為總理，是該國歷來最年輕的總理。

## 外部連結
- 官方网站
- Simon Harris's page on the Fine Gael website （页面存档备份，存于）

| 官衔                   | 官衔                                                   | 官衔                       |
| ---------------------- | ------------------------------------------------------ | -------------------------- |
| 前任者： 布萊恩·海耶斯 | 財政部國務部長 2014年—2016年                           | 繼任者： 安根·墨菲         |
| 前任者： 李歐·瓦拉德卡 | 衛生部長 2016年—2020年                                 | 繼任者： 斯蒂芬·唐納利     |
| 新頭銜                 | 繼續教育、高等教育、研究、創新和科學部長 2020年—2024年 | 繼任者： 帕特里克·奥多诺万 |
| 前任者： 希瑟·漢弗萊斯 | 司法部長 2022年12月—2023年6月                          | 繼任者： 司法部長          |
| 前任者： 李歐·瓦拉德卡 | 愛爾蘭總理 2024年—至今                                 | 現任                       |
| 榮銜                   |                                                        |                            |
| 前任者： 露辛達·克萊頓 | 最年少議員 2011年—2016年                               | 繼任者： 傑克·錢伯斯       |
| 政党职务               |                                                        |                            |
| 前任者： 李歐·瓦拉德卡 | 愛爾蘭統一黨領袖 2024年—至今                           | 現任                       |